# Haschbach am Remigiusberg
Haschbach am Remigiusberg là một đô thị thuộc huyện Kusel, bang Rheinland-Pfalz, phía tây nước Đức. Đô thị Haschbach am Remigiusberg có diện tích 4,02 km², dân số thời điểm ngày 31 tháng 12 năm 2006 là 714 người.